# Sucre inverti
Le sucre inverti est un mélange équimolaire de glucose et de fructose obtenu par hydrolyse du saccharose.
L'hydrolyse est réalisée soit par une enzyme, l'invertase, ou bien en présence d'acide :
C12H22O11 (saccharose) + H2O (eau) → C6H12O6 (glucose) + C6H12O6 (fructose)
Dans les boissons, l'hydrolyse par un acide (acide citrique, acide phosphorique) se produit partiellement, voire totalement, au cours du temps. Plus la boisson est acide (bas pH), plus l'hydrolyse est rapide.
Le sirop de sucre inverti est utilisé par les cuisiniers professionnels pour son pouvoir sucrant supérieur au  saccharose (environ 20 %), pour son pouvoir d'absorber l'humidité et de résister à la dessiccation (il reste mou et lisse), et parce qu'il permet de réduire le temps de cuisson. 
Il sert notamment pour la pâtisserie et la confiserie, permettant d'obtenir des produits plus moelleux, d'éviter le grainage et la cristallisation et de stabiliser les glaces et sorbets qui restent plus moelleux dès la sortie du congélateur. Un effet similaire s'obtient avec du glucose et de la farine de caroube. 
Le sirop de sucre inverti est commercialisé sous les noms de « trimoline, staboline, leboline… », en sirop liquide ou pâteux.
Le nom de « sucre inverti » vient de l'inversion du plan de polarisation de la lumière polarisée : une solution de saccharose dévie ce plan vers la droite (le saccharose est dit « dextrogyre »), le mélange glucose-fructose résultant de l'hydrolyse du saccharose le dévie vers la gauche (le fructose est lévogyre). Il y a donc inversion du sens de rotation qui tournait à droite avec le saccharose et tourne à gauche  après hydrolyse, d'où sucre « inverti ».